# Max Weinreich
Max Weinreich (jid. ‏מאַקס ווײַנרײַך‎; ur. 22 kwietnia 1894 w Kuldydze, zm. 29 stycznia 1969 w Nowym Jorku) – żydowski językoznawca, filolog, propagator języka jidysz, działacz społeczny i kulturalny.
Twórca oraz kierownik wileńskiego oddziału Żydowskiego Instytutu Naukowego (YIVO) oraz żydowskiej organizacji skautowskiej Bin. Był autorem fundamentalnej czterotomowej pracy na temat historii języka jidysz pt. Geszichte fun der jidiszer szprach („Historia języka jidysz”).
Od 1940 roku mieszkał w Stanach Zjednoczonych, gdzie pracował w tamtejszej filii YIVO. Jego syn Uriel (1926–1967) był językoznawcą na Columbia University.
Weinreich bywa cytowany jako autor kryterium rozróżnienia języka od dialektu: „język to dialekt z armią i flotą wojenną” (jid. ‏אַ שפּראַך איז אַ דיאַלעקט מיט אַן אַרמײ און פֿלאָט‎ – a szprach iz a dialekt mit an armej un flot), choć to nie on te słowa wypowiedział, a jedynie jako pierwszy przytoczył w swoim artykule.